# Сеидзаде, Мир Исмаил Ахмед оглы
Мир Исмаил Ахмед оглы Сеидзаде  (азерб. Mirismayıl Əhməd oğlu Seyidzadə), в Турции Исмаил Сарьял (тур. İsmail Saryal; 30 января [11 февраля] 1896, Елизаветполь, Елизаветпольский уезд, Елизаветпольская губерния, Российская империя — 13 февраля 1982, Анкара, Турция) — азербайджанский писатель, член азербайджанской эмиграции, один из студентов Азербайджанской Демократической Республики, отправленных учиться заграницу.

## Биография
Мир Исмаил Сеидзаде родился 30 января (11 февраля) 1898 года в городе Гянджа. После окончания мужской гимназии в Ленкорани в 1917 году поступает в Киевский политехнический институт на отделение электротехники. Закончив второй курс, бросает учёбу из-за финансовых трудностей. На основании решения парламента Азербайджанской Демократической Республики от 1 сентября 1919 года отправлен учиться в Шарлотенбургский Политехнический институт в Берлине. В 1924 году окончил по специальности старший инженер-электрик. После окончания университета переезжает в Азербайджан вместе с своей женой немкой Хеленой.
В Азербайджане работает главным инженером Бактрамвая, и преподает в университете, в котором прививает идеи пантюркизма среди своих студентов. Большевики начали оказывать активное давление на Мир Исмаила Сеидзаде. Из-за чего после рождения сына Нури в 1929 году Мир Исмаил Сеидзаде вместе с семьей тайными путями сначала перебирается в Иран, а оттуда эмигрирует в Турцию. В конце 1934 года вместе с женой он эмигрирует в Германию.
Позже у него рождается дочь по имени Нильгюн. Во время эмиграции пишет автобиографическое произведение «Бакинский ветер» (тур. Bakü Rüzgarı), которое выпущено в печать в 1990-х годах. В последующем его сын Нури Сарйал становится ректором Ближневосточного Технического университета Турции в 1977—1979 годах, а дочь Нильгюн работает в области машиностроения.
Скончался 13 февраля 1982 года в Анкаре.